# Кыйв, Каури
 Ка́ури Кыйв (эст. Kauri Kõiv; 25 июля 1983, Элва, Тартуский район, Эстонская ССР, СССР, ныне Тартумаа, Эстония) — эстонский биатлонист. Участник трёх зимних олимпийских игр (Ванкувер-2010, Сочи-2014, Пхёнчхан-2018).
Завершил карьеру в сезоне 2018/19 г.

### Биография
Занимается биатлоном с 1995 года. Впервые попал в команду в 2004 году. Участник Олимпиады в  Ванкувере 2010 года. На ванкуверской олимпиаде лучше всего выступил в индивидуальной гонке, где занял 44-е место. Его личный тренер — Хилар Захна.
В марте 2019 года после Чемпионата мира по биатлону в шведском Эстерсунде спортсмен объявил о завершении своей карьеры.

## Сезон 2013/2014

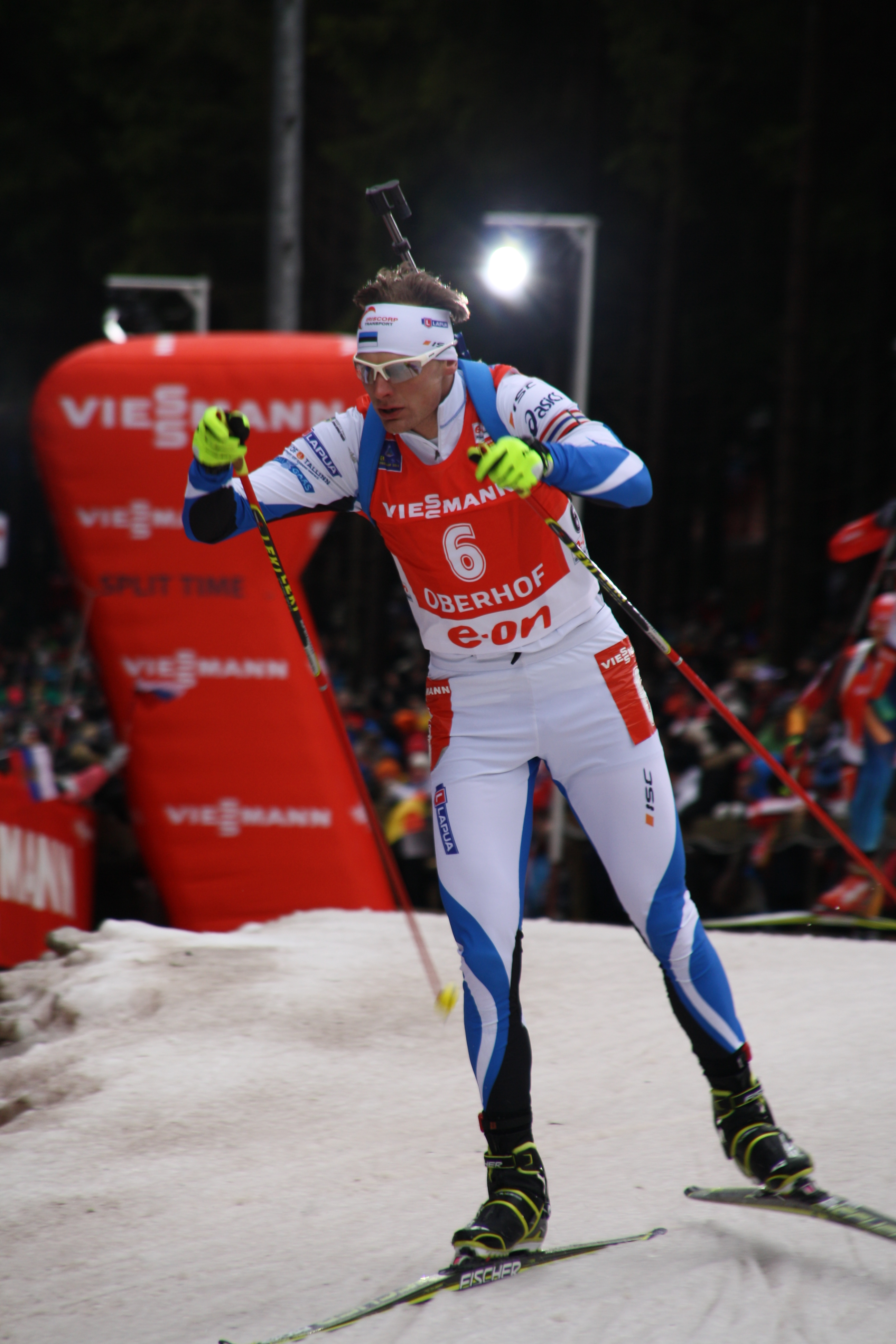
Каури Кыйв в пасьюте на этапе Кубка мира в Оберхофе

В Олимпийском сезоне 2013/2014 Кыйв добился для себя самых высоких результатов. На этапе Кубка мира в Оберхофе он, отстреляв два рубежа на ноль, неожиданно для всех занял 6-е место в спринте. Тем самым он впервые в карьере попал в цветочную церемонию.
До этого момента биатлонист мог похвастаться только несколькими попаданиями в 30-ку лучших на этапах Кубка мира и на Чемпионатах мира. Во многом, такому успеху Кыйву помог большой туман, который помешал многим точно отстреляться. Но уже в преследовании эстонец допустил 6 промахов и откатился на привычную для себя 44-ю позицию. Несмотря на неудачу, Кыйв по результатам этапа сумел отобраться в масс-старт, где принимают участие 30 лучших биатлонистов. В нём Каури стал 26-м. Тем самым он стал первым за 10 лет эстонским биатлонистом, который принял участие в гонках с общего старта.
Чуть позднее Кыйв выступил на Олимпийских играх в Сочи. Они стали для него вторыми в карьере. В целом, на них он выступил неудачно. В спринте эстонец был 54-м, в пасьюте — 46-м, индивидуальной гонке — 78-м.
В оставшейся части сезона биатлонист больше не смог набрать кубковых очков. Несмотря на это, сезон в общем зачете Кыйв расположился на 61-м месте. Это самое высокое итоговое место в его карьере. По итогам сезона он стал сильнейшим биатлонистом своей страны.

### Зимние Олимпийские игры
Результаты на Олимпийских играх:
| Зимние Олимпийские игры | Индивидуальные соревнования | Индивидуальные соревнования | Индивидуальные соревнования | Индивидуальные соревнования | Сезон соревнований | Сезон соревнований |
| Зимние Олимпийские игры | Спринт                      | Преследование               | Индивидуальна Гонка         | Масс-старт                  | Эстафета           | Смешанная эстафета |
| ----------------------- | --------------------------- | --------------------------- | --------------------------- | --------------------------- | ------------------ | ------------------ |
| Ванкувер 2010           | 48.                         | 50.                         | 44.                         | –                           | 14.                |                    |
| Сочи 2014               | 53.                         | 46.                         | 77.                         | –                           | 17.                | 15.                |
| Пхёнчхан 2018           | 76.                         | –                           | 68.                         | –                           | 13.                | –                  |

## Кубок мира
- 2008—2009 — 106-е место (2 очка)
- 2009—2010 — 101-е место (11 очков)
- 2010—2011 — очков не набирал
- 2011—2012 — 74-е место (34 очка)
- 2012—2013 — 84-е место (15 очков)
- 2013—2014 — 61-е место (53 очка)
- 2014—2015 — 80-е место (18 очков)
- 2015—2016 — 81-е место (20 очков)